# Kašima Šintó-rjú
Kašima Šintó-rjú (japonsky 鹿島新當流) je tradiční škola japonských bojových umění (korjú) založená Cukaharou Bokudenem v období Muromači (cca 1530).
Vzhledem k jejímu formování během bouřlivého období Sengoku v době feudální války se techniky školy zakládají na zkušenostech z válek a bitev a točí se kolem hledání slabých míst v soupeřově brnění. Mezi některé používané zbraně patří meč (katana), kopí (jari) a kúsa (naginata). Současný ředitel školy[kdy?] je Jošikawa Cuenetaka.
Kašima Šintó-rjú měla dříve ve svých osnovách řadu technik iaidžucu, ale ty se postupem času vytratily.